# Campeonato Mundial de Ciclismo em Pista de 1924
O Campeonato Mundial UCI de Ciclismo em Pista de 1924 foi realizado em Paris, na França, entre os dias 3 e 10 de agosto. Três provas masculinas foram disputadas, duas de profissionais e uma de amador.

## Sumário de medalhas

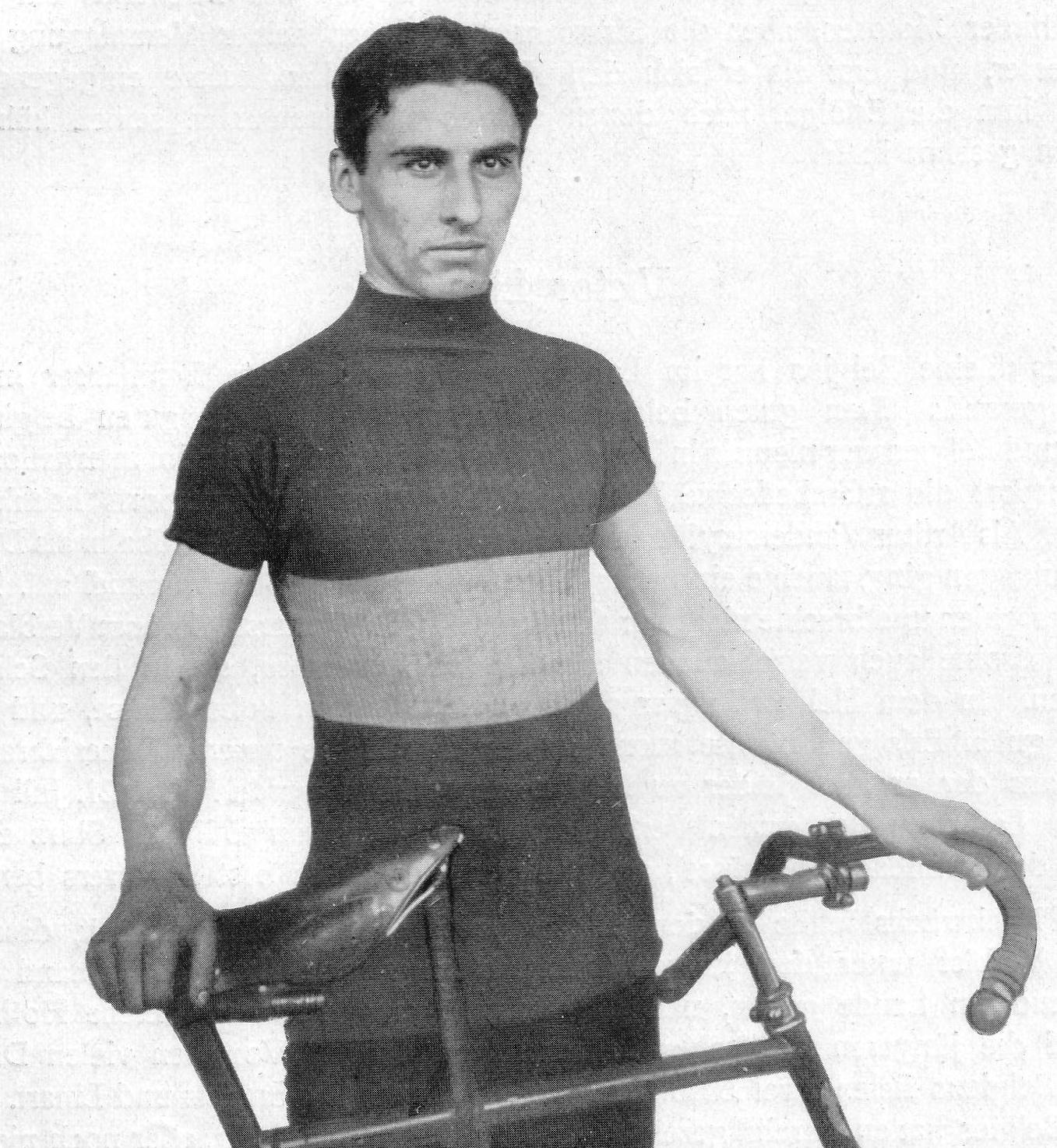
Victor Linart ciclista profissional da Bélgica vencedor da prova de motor-paced

| Eventos profissionais masculinos |                               |                          |                               |
| Velocidade individual            | Piet Moeskops · Países Baixos | Ernest Kauffmann · Suíça | Maurice Schilles · França     |
| Motor-paced                      | Victor Linart · Bélgica       | Georges Sérès · França   | Leopoldo Torricelli · Itália  |
| Evento amador masculino          |                               |                          |                               |
| Velocidade individual            | Lucien Michard · França       | Lucien Faucheux · França | Henry F. Fuller · Reino Unido |

## Quadro de medalhas
| Ordem | País          | Medalha de ouro | Medalha de prata | Medalha de bronze | Total |
| ----- | ------------- | --------------- | ---------------- | ----------------- | ----- |
| 1     | França        | 1               | 2                | 1                 | 4     |
| 2     | Bélgica       | 1               | 0                | 0                 | 1     |
| -     | Países Baixos | 1               | 0                | 0                 | 1     |
| 4     | Suíça         | 0               | 1                | 0                 | 1     |
| 5     | Reino Unido   | 0               | 0                | 1                 | 1     |
| -     | Itália        | 0               | 0                | 1                 | 1     |